# NHK7點新聞
NHK7點新聞（日語：NHKニュース7），是日本放送協會（NHK）製作的一档晚間新聞節目，於1993年4月5日開始，每天在日本標準時間19:00-19:30（JST）於NHK綜合頻道雙語播送，並帶有即時字幕及英語同譯；通稱，而在某些日本電視節目表上簡稱《N7》。日本境外地區的收視戶亦可經由NHK World Premium和NHK World-Japan频道收看。節目標語為「今天和明天都和你在一起（きょうもあすも あなたと一緒に）」。

## 概要
NHK7点新闻為的後繼節目，重點報導當天的国内外要闻、財經消息和体育新闻，結尾为全国天气预报。
2000年3月27日，NHK7点新闻开始采用即时字幕放送技术。最初仅使用语音识别，及后采用了即时文字处理器输入和重新措辞等技术，不仅是播報員所說的話，在新闻画面的语音部分和來宾对话中也會显示字幕。
2021年4月19日，NHK World Premium播出版本的NHK7點新聞开始提供在NHK World-Japan网站供全球各地（日本除外）免费观看，之后的2022年3月1日才提供回播服务，每期有效期限24小时，而当节目播出包括奥运会、世界杯等国际性体育赛事的新闻时，由於版权限制（国际奥委会等要求本国转播商的转播权范围仅限于境内），因此World Premium播出版本的畫面会使用相关的体育赛事静止图片覆蓋。
自2022年4月4日起，由於NHK統一所有新聞節目的開場片頭，7點新聞的片頭動畫改與其他NHK新聞相同，而後續又由於NHK從2023年4月3日於新聞節目導入通用設計，原本所有於節目中顯示的獨特標題、字體設計等都改為採用與所其他的NHK新聞節目相同的設計，節目標誌中的「7」的設計被改為傾斜角度更溫和的「7」，傾斜角度與「NHK」標誌的傾斜角度大致相同。
2025年3月31日，《NHK7点新闻》恢复在NHK World-Japan频道的播放，周一至周五与NHK综合频道同步播出，仅提供英语同声传译音轨，部分不具有全球版权的画面会用字卡屏蔽。

## 播出時間
| 期間                          | 週一 - 週五           | 週六                  | 週日                  |
| ----------------------------- | --------------------- | --------------------- | --------------------- |
| 1993年4月5日 - 1996年3月31日  | 19:00 - 19:57（57分） | 19:00 - 19:27（27分） | 19:00 - 19:20（20分） |
| 1996年4月1日 - 1998年3月29日  | 19:00 - 19:40（40分） | 19:00 - 19:27（27分） | 19:00 - 19:20（20分） |
| 1998年3月30日 - 2000年3月26日 | 19:00 - 19:57（57分） | 19:00 - 19:27（27分） | 19:00 - 19:20（20分） |
| 2000年3月27日 - 2000年10月1日 | 19:00 - 19:35（35分） | 19:00 - 19:30（30分） | 19:00 - 19:20（20分） |
| 2000年10月2日 - 2004年3月28日 | 19:00 - 19:30（30分） | 19:00 - 19:30（30分） | 19:00 - 19:20（20分） |
| 2004年3月29日 - 現在          | 19:00 - 19:30（30分） | 19:00 - 19:30（30分） | 19:00 - 19:30（30分） |

如遇到重大且突发性国内或国际新闻，比如国政选举、地震海啸等大型自然性灾害（如311東日本大地震）及国际冲突（如俄乌战争），NHK7點新聞会根据事件程度及性质而延长播出时间；而在年末年初（12月25日至1月6日）、黃金週（4月27日至5月7日）期間可能會縮短播出時間，但實際情況因年而異。

## 現任主持人
2023年起，主播分為週一至週四、週五至週日/假日兩組（週五負責人由平日組改為週末組）。

### 週一- 週四
主播
- 糸井羊司（2024年4月1日 - ）
- 副島萌生（2024年4月1日 - ）

現場記者
- 由NHK新聞 早安日本的記者與播報員擔任

氣象資訊
- 晴山紋音（2022年4月4日 - ）

### 週五 - 週日、國定假日
主播
- 今井翔馬（日语：今井翔馬）（2022年4月9日 - ）
- 森下繪理香（2024年4月5日 - ）※2023年4月7日-2024年3月31日擔任外場記者

外場記者
- 川口由梨香（2024年4月5日 - ）

氣象資訊
- 晴山紋音（2022年4月4日 - ）（週五）※在極少數情況下，可能會在週六、週日和假日負責代理向笠康二郎的職務。
- 向笠康二郎（2021年4月3日 - ）（週五～週六、國定假日）※在極少數情況下，可能會在週一至週五代理晴山紋音的職務。

## 過去主持人

### 平日
- ☆標註者為隔週主持。
- ○標註者也負責播報首都圈新聞845（日语：首都圏ニュース845）。
- 2001年04月至2012年03月為止，國定假日的播報工作也由負責平日播報的播音員負責。
- 在2011年04月之前，副播報員擔綱的角色為新聞旁白（ニュースリーダー）

| 期間                            | 主播                  | 主播                | 副播報員                                                                    | 副播報員                                                                    | 副播報員                                                                    | 現場記者            | 現場記者   | 體育                         | 氣象報導            | 氣象報導          |  |  |
| 期間                            | 週一～週四            | 週五                | 週一～週三                                                                  | 週四                                                                        | 週五                                                                        | 週一～週四          | 週五       | 體育                         | 週一～週三          | 週四、週五        |  |  |
| ------------------------------- | --------------------- | ------------------- | --------------------------------------------------------------------------- | --------------------------------------------------------------------------- | --------------------------------------------------------------------------- | ------------------- | ---------- | ---------------------------- | ------------------- | ----------------- |  |  |
| 1993年04月05日 - 1994年04月01日 | 川端義明 桜井洋子     | 川端義明 桜井洋子   | （不明）                                                                    | （不明）                                                                    | （不明）                                                                    | （不在）            | （不在）   | 小平桂子アネット             | 高田齋              | 高田齋            |  |  |
| 1994年04月04日 - 1995年03月31日 | 川端義明 桜井洋子     | 川端義明 桜井洋子   | （不明）                                                                    | （不明）                                                                    | （不明）                                                                    | （不在）            | （不在）   | 小平桂子アネット             | 村山貢司            | 村山貢司          |  |  |
| 1995年04月03日 - 1996年03月29日 | 森田美由紀            | 森田美由紀          | （不明）                                                                    | （不明）                                                                    | （不明）                                                                    | （不在）            | （不在）   | 内山俊哉                     | 村山貢司            | 村山貢司          |  |  |
| 1996年04月01日 - 1997年03月28日 | 森田美由紀            | 森田美由紀          | （不明）                                                                    | （不明）                                                                    | （不明）                                                                    | （不在）            | （不在）   | 内山俊哉                     | （メインが担当）    | （メインが担当）  |  |  |
| 1997年03月31日 - 1998年03月27日 | 森田美由紀            | 森田美由紀          | （不明）                                                                    | （不明）                                                                    | （不明）                                                                    | （不在）            | （不在）   | 竹林宏                       | （メインが担当）    | （メインが担当）  |  |  |
| 1998年03月30日 - 1999年03月26日 | 森田美由紀            | 森田美由紀          | （不明）                                                                    | （不明）                                                                    | （不明）                                                                    | （不在）            | （不在）   | 竹林宏                       | 田口晶彦            | 高田齋            |  |  |
| 1999年03月29日 - 2000年03月24日 | 森田美由紀            | 森田美由紀          | （不明）                                                                    | （不明）                                                                    | （不明）                                                                    | （不在）            | （不在）   | 冨坂和男                     | 田口晶彦            | 高田齋            |  |  |
| 2000年03月27日 - 2002年09月27日 | 畠山智之              | 畠山智之            | 柘植恵水 石井麻由子 秋野由美子 宮本愛子                                     | 柘植恵水 石井麻由子 秋野由美子 宮本愛子                                     | 柘植恵水 石井麻由子 秋野由美子 宮本愛子                                     | （不在）            | （不在）   | 由主要播報員及女副播報員擔任 | 藤井南美            | 島津尚子          |  |  |
| 2002年09月30日 - 2003年03月28日 | 畠山智之              | 畠山智之            | 柘植恵水 石井麻由子 秋野由美子 宮本愛子                                     | 柘植恵水 石井麻由子 秋野由美子 宮本愛子                                     | 柘植恵水 石井麻由子 秋野由美子 宮本愛子                                     | （不在）            | （不在）   | 由主要播報員及女副播報員擔任 | 藤井南美            | 荒嶋恵里子        |  |  |
| 2003年03月31日 - 2004年03月26日 | 畠山智之              | 畠山智之            | （不明）                                                                    | （不明）                                                                    | （不明）                                                                    | （不在）            | （不在）   | 由主要播報員及女副播報員擔任 | 藤井南美            | 荒嶋恵里子        |  |  |
| 2004年03月29日 - 2006年03月31日 | 畠山智之              | 畠山智之            | （不明）                                                                    | （不明）                                                                    | （不明）                                                                    | （不在）            | （不在）   | 由主要播報員及女副播報員擔任 | 半井小絵            | 半井小絵          |  |  |
| 2006年04月03日 - 2008年03月28日 | 阿部渉                | 阿部渉              | （不明）                                                                    | （不明）                                                                    | （不明）                                                                    | （不在）            | （不在）   | 由主要播報員及女副播報員擔任 | 半井小絵            | 半井小絵          |  |  |
| 2008年03月31日 - 2009年03月27日 | 武田真一              | 武田真一            | 兼清麻美 石井かおる 大沼ひろみ 伊東敏恵 塚原愛 江崎史恵 神田愛花 久保田祐佳 | 兼清麻美 石井かおる 大沼ひろみ 伊東敏恵 塚原愛 江崎史恵 神田愛花 久保田祐佳 | 兼清麻美 石井かおる 大沼ひろみ 伊東敏恵 塚原愛 江崎史恵 神田愛花 久保田祐佳 | （不在）            | （不在）   | 由主要播報員及女副播報員擔任 | 半井小絵            | 半井小絵          |  |  |
| 2009年03月30日 - 2010年03月26日 | 武田真一              | 武田真一            | 内藤裕子☆ 小郷知子☆                                                         | 内藤裕子☆ 小郷知子☆                                                         | 内藤裕子☆ 小郷知子☆                                                         | （不在）            | （不在）   | 由主要播報員及女副播報員擔任 | 半井小絵            | 半井小絵          |  |  |
| 2010年03月29日 - 2011年04月01日 | 武田真一              | 武田真一            | 小郷知子☆ 久保田祐佳☆○                                                      | 小郷知子☆ 久保田祐佳☆○                                                      | 小郷知子☆ 久保田祐佳☆○                                                      | （不在）            | （不在）   | 由主要播報員及女副播報員擔任 | 半井小絵            | 半井小絵          |  |  |
| 2011年04月04日 - 2012年03月30日 | 武田真一              | 武田真一            | 久保田祐佳☆○ 守本奈実☆○                                                     | 久保田祐佳☆○ 守本奈実☆○                                                     | 久保田祐佳☆○ 守本奈実☆○                                                     | （不在）            | （不在）   | 由主要播報員及女副播報員擔任 | 寺川奈津美          | 寺川奈津美        |  |  |
| 2012年04月02日 - 2013年03月29日 | 武田真一              | 武田真一            | 久保田祐佳☆○ 守本奈実☆○                                                     | 久保田祐佳☆○ 守本奈実☆○                                                     | 久保田祐佳☆○ 守本奈実☆○                                                     | （不在）            | （不在）   | 由主要播報員及女副播報員擔任 | 岡村真美子          | 岡村真美子        |  |  |
| 2013年04月01日 - 2014年03月28日 | 武田真一              | 武田真一            | 守本奈実☆○ 松村正代☆○                                                       | 守本奈実☆○ 松村正代☆○                                                       | 守本奈実☆○ 松村正代☆○                                                       | （不在）            | （不在）   | 由主要播報員及女副播報員擔任 | 岡村真美子          | 岡村真美子        |  |  |
| 2014年03月31日 - 08月29日       | 武田真一              | 武田真一            | 松村正代☆○ 上條倫子☆○                                                       | 松村正代☆○ 上條倫子☆○                                                       | 松村正代☆○ 上條倫子☆○                                                       | （不在）            | （不在）   | 由主要播報員及女副播報員擔任 | 岡村真美子          | 岡村真美子        |  |  |
| 2014年09月01日 - 2015年03月27日 | 武田真一              | 武田真一            | 松村正代☆○ 上條倫子☆○                                                       | 松村正代☆○ 上條倫子☆○                                                       | 松村正代☆○ 上條倫子☆○                                                       | （不在）            | （不在）   | 由主要播報員及女副播報員擔任 | 寺川奈津美          | 寺川奈津美        |  |  |
| 2015年03月30日 - 2016年04月01日 | 武田真一              | 武田真一            | 松村正代☆○ 桑子真帆☆○                                                       | 松村正代☆○ 桑子真帆☆○                                                       | 松村正代☆○ 桑子真帆☆○                                                       | （不在）            | （不在）   | 由主要播報員及女副播報員擔任 | 寺川奈津美          | 寺川奈津美        |  |  |
| 2016年04月04日 - 2017年03月31日 | 武田真一              | 武田真一            | 松村正代☆○ 池田伸子☆○                                                       | 松村正代☆○ 池田伸子☆○                                                       | 松村正代☆○ 池田伸子☆○                                                       | （不在）            | （不在）   | 由主要播報員及女副播報員擔任 | 福岡良子            | 福岡良子          |  |  |
| 2017年04月03日 - 11月02日       | 鈴木奈穂子            | 鈴木奈穂子          | 高井正智○ 瀧川剛史                                                          | 高井正智○ 瀧川剛史                                                          | 高井正智○ 瀧川剛史                                                          | （不在）            | （不在）   | 由主要播報員及女副播報員擔任 | 平野有海            | 平野有海          |  |  |
| 2017年11月06日 - 2018年02月23日 | 鈴木奈穂子            | 鈴木奈穂子          | 高井正智○ 瀧川剛史                                                          | 高井正智○ 瀧川剛史                                                          | 高井正智○ 瀧川剛史                                                          | （不在）            | （不在）   | 由主要播報員及女副播報員擔任 | 菊池真以            | 菊池真以          |  |  |
| 2018年2月26日 - 2019年3月29日   | 鈴木奈穂子            | 鈴木奈穂子          | 高井正智○ 瀧川剛史                                                          | 高井正智○ 瀧川剛史                                                          | 高井正智○ 瀧川剛史                                                          | （不在）            | （不在）   | 由主要播報員及女副播報員擔任 | 平野有海            | 平野有海          |  |  |
| 2019年04月01日 - 2020年03月27日 | 瀧川剛史              | 瀧川剛史            | 高井正智 上原光紀○                                                          | 高井正智 上原光紀○                                                          | 高井正智 上原光紀○                                                          | （不在）            | （不在）   | 由主要播報員及女副播報員擔任 | 平野有海            | 平野有海          |  |  |
| 2020年03月30日 - 04月06日       | 瀧川剛史              | 瀧川剛史            | 井上裕貴 上原光紀○                                                          | 井上裕貴 上原光紀○                                                          | 井上裕貴 上原光紀○                                                          | （不在）            | （不在）   | 由主要播報員及女副播報員擔任 | 平野有海            | 平野有海          |  |  |
| 2020年04月07日 - 04月17日       | 瀧川剛史              | 瀧川剛史            | 井上裕貴 上原光紀○                                                          | 井上裕貴 上原光紀○                                                          | 井上裕貴 上原光紀○                                                          | （不在）            | （不在）   | 由主要播報員及女副播報員擔任 | 斉田季実治 平野有海 | 福岡良子          |  |  |
| 2020年04月20日 - 05月26日       | 瀧川剛史 井上裕貴     | 瀧川剛史 井上裕貴   | 上原光紀○                                                                   | 赤木野野花○                                                                 | 赤木野野花○                                                                 | （不在）            | （不在）   | 由主要播報員及女副播報員擔任 | 斉田季実治 平野有海 | 福岡良子          |  |  |
| 2020年05月27日 - 06月12日       | 瀧川剛史              | 瀧川剛史            | 井上裕貴 上原光紀○                                                          | 井上裕貴 上原光紀○                                                          | 井上裕貴 上原光紀○                                                          | （不在）            | （不在）   | 由主要播報員及女副播報員擔任 | 平野有海 福岡良子   | 平野有海 福岡良子 |  |  |
| 2020年06月15日 - 2021年01月08日 | 瀧川剛史              | 瀧川剛史            | 井上裕貴 上原光紀○                                                          | 井上裕貴 上原光紀○                                                          | 井上裕貴 上原光紀○                                                          | （不在）            | （不在）   | 由主要播報員及女副播報員擔任 | 平野有海            | 平野有海          |  |  |
| 2021年01月12日 - 03月19日       | 瀧川剛史              | 瀧川剛史            | 井上裕貴 上原光紀○                                                          | 井上裕貴 上原光紀○                                                          | 井上裕貴 上原光紀○                                                          | （不在）            | （不在）   | 由主要播報員及女副播報員擔任 | 斉田季実治          | 平野有海          |  |  |
| 2021年03月22日 - 03月26日       | 瀧川剛史              | 瀧川剛史            | 井上裕貴 上原光紀○                                                          | 井上裕貴 上原光紀○                                                          | 井上裕貴 上原光紀○                                                          | （不在）            | （不在）   | 由主要播報員及女副播報員擔任 | 平野有海            | 平野有海          |  |  |
| 2021年03月29日 - 04月23日       | 瀧川剛史              | 瀧川剛史            | 栗原望 上原光紀○                                                            | 栗原望 上原光紀○                                                            | 伊藤海彦 上原光紀○                                                          | （不在）            | （不在）   | 由主要播報員及女副播報員擔任 | 平野有海            | 平野有海          |  |  |
| 2021年04月26日 - 06月18日       | 瀧川剛史              | 瀧川剛史            | 栗原望 上原光紀○                                                            | 栗原望 上原光紀○                                                            | 伊藤海彦 上原光紀○                                                          | （不在）            | （不在）   | 由主要播報員及女副播報員擔任 | 斉田季実治          | 平野有海          |  |  |
| 2021年06月21日 - 12月10日       | 瀧川剛史              | 瀧川剛史            | 栗原望 上原光紀○                                                            | 栗原望 上原光紀○                                                            | 伊藤海彦 上原光紀○                                                          | （不在）            | （不在）   | 由主要播報員及女副播報員擔任 | 平野有海            | 平野有海          |  |  |
| 2021年12月13日 - 2022年04月01日 | 瀧川剛史              | 瀧川剛史            | 栗原望 上原光紀○                                                            | 栗原望 上原光紀○                                                            | 伊藤海彦 上原光紀○                                                          | （不在）            | （不在）   | 由主要播報員及女副播報員擔任 | 山神明理            | 向笠康二郎        |  |  |
| 2022年04月04日 - 2023年03月31日 | 瀧川剛史              | 瀧川剛史            | 今井翔馬 林田理沙                                                           | 今井翔馬 林田理沙                                                           | 今井翔馬 林田理沙                                                           | （不在）            | （不在）   | 由主要播報員及女副播報員擔任 | 晴山紋音            | 晴山紋音          |  |  |
| 2023年4月3日 - 2024年3月29日    | 和久田麻由子 瀧川剛史 | 高井正智 山内泉     | （不在）                                                                    | （不在）                                                                    | （不在）                                                                    | 今井翔馬☆ 川﨑理加☆ | 森下絵理香 | 由主要播報員及女副播報員擔任 | 晴山紋音            | 晴山紋音          |  |  |
| 2024年4月1日 - 2025年3月28日    | 糸井羊司 副島萌生     | 高井正智 森下絵理香 | （不在）                                                                    | （不在）                                                                    | （不在）                                                                    | （不在）            | 川口由梨香 | 由主要播報員及女副播報員擔任 | 晴山紋音            | 晴山紋音          |  |  |
| 2025年3月31日 -                 | 糸井羊司 副島萌生     | 今井翔馬 森下絵理香 |                                                                             | （不在）                                                                    | （不在）                                                                    | （不在）            | 畠山衣美   | 由主要播報員及女副播報員擔任 | 晴山紋音            | 晴山紋音          |  |  |

### 週六、週日、假日
- 2001年04月至2012年03月為止，國定假日的播報工作也由負責平日播報的播報員負責。
- 在2011年04月之前，副播報員擔綱的角色為新聞旁白（ニュースリーダー）
- ○標註者也負責播報2018年度之前國定假日的首都圈新聞845（日语：首都圏ニュース845）

| 期間                             | 主播                | 副播報員          | 副播報員          | 現場記者   | 體育                       | 氣象報導           | 氣象報導           | 氣象報導             |
| 期間                             | 主播                | 週六              | 週日              | 現場記者   | 體育                       | 週六               | 週日               | 國定假日             |
| -------------------------------- | ------------------- | ----------------- | ----------------- | ---------- | -------------------------- | ------------------ | ------------------ | -------------------- |
| 1993年04月10日 - 1995年03月26日  | 森田美由紀          | （不明）          | （不明）          | （不在）   | 由主要播報員和副播報員擔任 | （不在）           | （不在）           | （不在）             |
| 1995年04月01日 - 1999年03月28日  | 宮田修              | （不明）          | （不明）          | （不在）   | 由主要播報員和副播報員擔任 | （不在）           | （不在）           | （不在）             |
| 1999年04月03日 - 2000年03月26日  | 畠山智之            | （不明）          | （不明）          | （不在）   | 由主要播報員和副播報員擔任 | （不在）           | （不在）           | （不在）             |
| 2000年04月01日 - 2002年09月29日  | 石澤典夫            | （不明）          | （不明）          | （不在）   | 由主要播報員和副播報員擔任 | 島津尚子           | （不在）           | 島津尚子             |
| 2002年10月05日 - 2003年03月30日  | 石澤典夫            | （不明）          | （不明）          | （不在）   | 由主要播報員和副播報員擔任 | 荒嶋恵里子         | （不在）           | 荒嶋恵里子           |
| 2003年04月05日 - 2004年03月28日  | 伊藤博英            | （不明）          | （不明）          | （不在）   | 由主要播報員和副播報員擔任 | 荒嶋恵里子         | （不在）           | 荒嶋恵里子           |
| 2004年04月03日 - 2005年03月27日  | 末田正雄            | （不明）          | （不明）          | （不在）   | 由主要播報員和副播報員擔任 | 荒嶋恵里子         | 荒嶋恵里子         | （由平日播報員擔任） |
| 2005年04月02日 - 2008年03月30日  | 末田正雄            | （不明）          | （不明）          | （不在）   | 由主要播報員和副播報員擔任 | 山本志織           | 山本志織           | （由平日播報員擔任） |
| 2008年04月05日 - 2009年03月29日  | 野村正育            | （不明）          | （不明）          | （不在）   | 由主要播報員和副播報員擔任 | 山本志織           | 山本志織           | （由平日播報員擔任） |
| 2009年04月04日 - 2010年03月28日  | 野村正育            | 滝島雅子          | 宮本愛子          | （不在）   | 由主要播報員和副播報員擔任 | 山本志織           | 山本志織           | （由平日播報員擔任） |
| 2010年04月03日 - 2011年03月27日  | 野村正育            | 結城さとみ        | 結城さとみ        | （不在）   | 由主要播報員和副播報員擔任 | 山本志織           | 山本志織           | （由平日播報員擔任） |
| 2011年04月02日 - 2012年04月01日  | 小郷知子            | 高瀬耕造          | 高瀬耕造          | （不在）   | 由主要播報員和副播報員擔任 | 岡村真美子         | 岡村真美子         | （由平日播報員擔任） |
| 2012年04月07日 - 2014年03月30日  | 小郷知子            | 佐藤龍文○         | 佐藤龍文○         | （不在）   | 由主要播報員和副播報員擔任 | 寺川奈津美         | 寺川奈津美         | 寺川奈津美           |
| 2014年04月05日 - 2014年08月31日  | 守本奈実            | 瀧川剛史○         | 瀧川剛史○         | （不在）   | 由主要播報員和副播報員擔任 | 寺川奈津美         | 寺川奈津美         | 寺川奈津美           |
| 2014年09月06日 - 12月28日        | 守本奈実            | 瀧川剛史○         | 瀧川剛史○         | （不在）   | 由主要播報員和副播報員擔任 | 岡村真美子         | 岡村真美子         | 岡村真美子           |
| 2015年01月03日 - 03月29日        | 守本奈実            | 瀧川剛史○         | 瀧川剛史○         | （不在）   | 由主要播報員和副播報員擔任 | （不在）           | （不在）           | （不在）             |
| 2015年04月04日 - 2016年03月27日  | 守本奈実            | 中山庸介○         | 中山庸介○         | （不在）   | 由主要播報員和副播報員擔任 | 菊池真以           | 菊池真以           | 菊池真以             |
| 2016年04月02日 - 2017年03月26日  | 高瀬耕造            | 橋本奈穂子○       | 橋本奈穂子○       | （不在）   | 由主要播報員和副播報員擔任 | 菊池真以           | 菊池真以           | 菊池真以             |
| 2017年04月01日 - 2017年11月05日  | 井上朝日            | 井上裕貴○         | 井上裕貴○         | （不在）   | 由主要播報員和副播報員擔任 | 菊池真以           | 菊池真以           | 菊池真以             |
| 2017年11月11日 - 2018年04月01日  | 井上朝日            | 井上裕貴○         | 井上裕貴○         | （不在）   | 由主要播報員和副播報員擔任 | 渡辺蘭             | 渡辺蘭             | 渡辺蘭               |
| 2018年04月07日 - 2019年03月31日  | 井上朝日            | 井上裕貴○         | 井上裕貴○         | （不在）   | 由主要播報員和副播報員擔任 | 國本未華           | 國本未華           | 國本未華             |
| 2019年04月06日 - 2020年03月29日  | 青井実              | 井上裕貴 池田伸子 | 井上裕貴 池田伸子 | （不在）   | 由主要播報員和副播報員擔任 | 國本未華           | 國本未華           | 國本未華             |
| 2020年04月04日・04月05日         | 青井実              | 伊藤海彦 池田伸子 | 伊藤海彦 池田伸子 | （不在）   | 由主要播報員和副播報員擔任 | 中村美公           | 中村美公           | 中村美公             |
| 2020年04月11日 - 04月19日        | 青井実              | 伊藤海彦 池田伸子 | 伊藤海彦 池田伸子 | （不在）   | 由主要播報員和副播報員擔任 | （平日播報員負責） | （平日播報員負責） | （平日播報員負責）   |
| 2020年04月25日 - 05月06日        | 青井実              | 池田伸子          | 池田伸子          | （不在）   | 由主要播報員和副播報員擔任 | （平日播報員負責） | （平日播報員負責） | （平日播報員負責）   |
| 2020年05月09日 - 05月31日        | 青井実              | 池田伸子          | 池田伸子          | （不在）   | 由主要播報員和副播報員擔任 | 中村美公           | 中村美公           | 中村美公             |
| 2020年06月06日 - 2021年03月28日  | 青井実              | 伊藤海彦 池田伸子 | 伊藤海彦 池田伸子 | （不在）   | 由主要播報員和副播報員擔任 | 中村美公           | 中村美公           | 中村美公             |
| 2021年04月03日 - 2022年04月03日  | 青井実              | 伊藤海彦 池田伸子 | 伊藤海彦 池田伸子 | （不在）   | 由主要播報員和副播報員擔任 | 向笠康二郎         | 向笠康二郎         | 向笠康二郎           |
| 2022年04月09日 - 2023年04月02日  | 高井正智            | 深川仁志 川﨑理加 | 深川仁志 川﨑理加 | （不在）   | 由主要播報員和副播報員擔任 | 向笠康二郎         | 向笠康二郎         | 向笠康二郎           |
| 2023年04月08日 - 2024年03月031日 | 高井正智 山内泉     | （不在）          | （不在）          | 森下絵理香 | 由主要播報員和副播報員擔任 | 向笠康二郎         | 向笠康二郎         | 向笠康二郎           |
| 2024年04月06日 - 2025年3月30日   | 高井正智 森下絵理香 | （不在）          | （不在）          | 川口由梨香 | 由主要播報員和副播報員擔任 | 向笠康二郎         | 向笠康二郎         | 向笠康二郎           |
| 2025年4月4日 -                   | 今井翔馬 森下絵理香 | （不在）          | （不在）          | 畠山衣美   | 由主要播報員和副播報員擔任 | 向笠康二郎         | 向笠康二郎         | 向笠康二郎           |

## 片頭

### 變遷
第1代：1993年4月 - 1998年5月
- 《NHK7點新聞》開始播出的第1代新聞片頭為7時正前5秒進入時鐘倒數，隨後秒針轉動變為地球，進入節目標誌。

第2代：1998年5月 - 2000年3月
- 開始前的時鐘倒數以東京鐵塔的實景為背景，秒針指向七時整時，時鐘向前射出世界和日本地圖，接著是報導新聞頭條，最後進入以藍為底的節目標誌。片頭曲亦改變。
- 音樂：杉本竜一

第3代：2000年4月 - 2007年3月
- 片頭曲維持不變。惟取消了時鐘的倒數，改為當天的頭條新聞，只在7時正才出現時鐘，並以當日的頭條新聞為背景，隨後都和第2代片頭模式相同。
- 音樂：杉本竜一

第4代：2007年4月 - 2009年3月
- 片頭首先出現傾斜的時鐘，隨後進入新聞頭條報道，在進入主播攝影時射出一顆地球展出節目標識，這次的節目標識和片頭曲皆改變。
- 音樂：杉本竜一

第5代：2009年4月 - 2011年5月22日
- 音樂：渡辺俊幸

第6代：2011年5月23日 - 2016年4月3日
- 音乐：大森俊之

第7代：2016年4月4日 - 2017年4月3日
- 片头节目名称表记改为全英文（“NHK NEWS 7”），且周六版片头与平日有所不同。
- 音乐：鈴木麻理奈

第8代：2017年4月3日 -
- 片头节目名称表记改为“NEWS 7”，去掉“NHK”字样。

## 關聯條目
- 新闻联播
- NHK晚間新聞（前身節目）

## 備註